# Maya Berović
Maja Dragosav (rođena Berović; Malešići, 8. srpnja 1987.), poznatija kao Maya, bosanskohercegovačka je pjevačica srpskoga podrijetla. Počevši karijeru 2007. godine, izdala je deset albuma. Dostiže regionalnu slavu 2017. godine surađujući s reperima Jalom i Bubom. Ima svoju liniju šminke, Maya Beauty Line.

## Životopis

### Rani život (1987. — 2006.)
Rođena je 8. srpnja 1987. u Malešićima, u općini Ilijaš u petočlanoj srpskoj obitelji.[nedostaje izvor] Oca je izgubila s tri godine. Krajem rata u Bosni i Hercegovini, s majkom i bratom seli se u Bratunac, gdje pohađa školu. Od 12. godine sve do punoljetnosti pjeva po lokalnim klubovima.[nedostaje izvor]

### Početak karijere, vjenčanje (2007. — 2016.)
U kolovozu 2007. godine potpisuje ugovor s Grand Produkcijom i izdaje svoj debitantski album Život uživo. Istakla se pjesma „Džin i limunada”.
Sljedeće godine izdavačka kuća IN Music izdaje njezin drugi album, Crno zlato.
Nakon diskografske pauze, BN izdaje njezin treći studijski album 2011. godine, naziva Maya. Istakla se pjesma „Djevojačko prezime”, koju smatra biografskom. Pjesma je osvojila nagradu za hit godine u Sarajevu.
Sljedeće godine, City Records izdaje njezin album Djevojka sa juga, a Maya održava svoj prvi nastup u Beogradu. Godine 2014. natječe se na Pink Music Festivalu s pjesmom „Alkohol”, koja se našla na njezinom sljedećem albumu, Opasne vode. Pjesma je 2022. godine upotrebljena u Netflixovom filmu The Swimmers.
Godine 2016. udaje se za supruga Alena.

### Regionalna slava, turneje (2017. — danas)
Na njezin 29. rođendan, 2017. godine, izdaje singl „To me radi” s reperima Jalom Bratom i Bubom Corellijem. Pjesma je na Youtubeu dostigla 70 milijuna pregleda. S reperima surađuje i na svom albumu Viktorijina tajna. Radi promocije albuma kreće na regionalnu turneju.
Sljedeće godine izdaje album 7. Radi promocije opet kreće na turneju. Oborila je rekord u Štark areni za najgledaniji koncert.
Godine 2020. preko platforme YouBox održava online koncert koji je uživo pratilo 260 000 ljudi. Iste godine izdaje album Intime. Osniva svoju liniju šminke, Maya Beauty Line.
Godine 2023. izdaje album Milion, a već iduće godine i jubilarni album, odnosno EP X.

## Diskografija

### Studijski albumi
- Život uživo (2007.)
- Crno zlato (2008.)
- Maya (2011.)
- Djevojka sa juga (2012.)
- Opasne vode (2014.)
- Viktorijina tajna (2017.)
- 7 (2018.)
- Intime (2020.)
- Milion (2023.)

- X (2025.)

### Kompilacije
- The Best Of Collection (17 Vanvremenskih Hitova) (2017.)

### Live albumi
- Koncert (Live at Štark Arena) (2018.)

### Singlovi
- „Koliko te ludo volim ja” (2009.)
- „Laka meta (Williamstown Dirty Synth Remix)” (2011.)
- „Laka Meta (Williamstown LakAmerikano Mix)” (2011.)
- „Laka Meta (Williamstown Heartbeat Edit)” (2011.)
- „Leti ptico slobodno” (2012).
- „Pauza” (2016.)
- „To me radi” (2016.) – s Jalom Bratom i Bubom Correlijem
- „Izvini tata” (2016.)
- „Legalna” (2017.) – s Leonom
- „Problem” (2019.) – s Acom Lukasom
- „Uloga X Zmaj” (2019.)
- „Rampampam” (2021.)
- „Ale ale” (2022.)
- „Do kostiju” (2023.)
- „Ne računaj na mene” (2024.) – s Cecom